# Livezeni (okręg Ardżesz)
Livezeni – wieś w Rumunii, w okręgu Ardżesz, w gminie Stâlpeni. W 2011 roku liczyła 1332 mieszkańców.